# Abarema obovalis
Abarema obovalis és una espècie de llegum del gènere Abarema de la família Fabaceae.